# 크레이그 브라젤
크레이그 월터 브라젤(영어: Craig Walter Brazell, 1980년 5월 10일 ~ )는 미국의 야구 선수이다.

## 약력
1998년 뉴욕 메츠에 지명된 뒤 마이너 계약을 하고 2004년 빅리그에 승격된 후 활동했지만 두각을 보이지 못하고 마이너로 강등되었다.
2007년 캔자스시티 로열스로 팀을 옮긴 후 빅리그에 승격하여 활동했지만 두각을 보이지 못했다. 2008년 일본 프로 야구팀인 사이타마 세이부 라이온스와 계약하여 활동했지만 시즌이 끝나고 세이부에서 방출된 후 미국으로 돌아가서 독립리그 팀인 세인트폴 세인츠에서 활동하다가 2009년 5월 28일 좌타 거포를 필요로 했던 한신 타이거스와 계약 후 활동하여 일취월장한 실력을 보여주며 2012년까지 한신에서 활약했다. 2012년 시범경기 기간에는 거구임에도 그라운드 홈런을 쳐서 화제가 된 적이 있다. 시즌 후 성적부진을 이유로 구단으로부터 방출통보를 받았다. 한신에서 방출된 후 미국으로 돌아가서 독립리그 팀인 세인트폴 세인츠에서 활동하다가 2013년 6월 22일 지바 롯데 마린스와 연봉 15만 달러의 1년 계약을 체결하였고 6월 29일 정식 입단하였다. 입단 후 엄청난 성적을 기록하지는 못했지만 준수한 활약을 보이며 지바 롯데 마린스를 2년 만에 A클래스 팀으로 도약하는데 일조했다. 2014년 시즌 연봉 8,600만 엔에 재계약을 체결하고 잔류하게 된다. 2014년 7월 14일 후쿠오카 소프트뱅크 호크스전에서 제이슨 스탠드리지의 투구를 머리에 맞고 교체되었으며, 다음날 15일 1군 등록 말소되었다. 7월 30일에 서혜 헤르니아 수술이 있어 미국으로 돌아갔고, 사실상 시즌 아웃되었다. 2014년 시즌이 끝나고 12월 2일 자유계약 공시가 되어 방출되었다.

## 통산기록

### 연도별 타격 성적
| 연도       | 소속       | 경 기 | 타 석 | 타 수 | 득 점 | 안 타 | 2 루 타 | 3 루 타 | 홈 런 | 루 타 | 타 점 | 도 루 | 도루 실패 | 희생 번트 | 희생 플라이 | 볼 넷 | 고의 사구 | 死 구 | 삼 진 | 병 살 타 | 타 율 | 출 루 율 | 장 타 율 | O P S |
| ---------- | ---------- | ----- | ----- | ----- | ----- | ----- | ------- | ------- | ----- | ----- | ----- | ----- | --------- | --------- | ----------- | ----- | --------- | ----- | ----- | -------- | ----- | -------- | -------- | ----- |
| 2004년     | NYM        | 24    | 35    | 34    | 3     | 9     | 2       | 0       | 1     | 14    | 3     | 0     | 0         | 0         | 0           | 1     | 0         | 0     | 7     | 0        | .265  | .286     | .412     | .697  |
| 2007년     | KC         | 5     | 4     | 1     | 1     | 1     | 0       | 0       | 0     | 1     | 0     | 0     | 0         | 0         | 0           | 1     | 0         | 0     | 1     | 0        | .250  | .400     | .250     | .650  |
| 통산 : 2년 | 통산 : 2년 | 29    | 40    | 38    | 4     | 10    | 2       | 0       | 1     | 15    | 3     | 0     | 0         | 0         | 0           | 2     | 0         | 0     | 8     | 0        | .263  | .300     | .395     | .695  |

- 2012년 기준, 굵은 글씨는 시즌 최고 성적.

| 연도     | 소속     | 경 기 | 타 석 | 타 수 | 득 점 | 안 타 | 2 루 타 | 3 루 타 | 홈 런 | 루 타 | 타 점 | 도 루 | 도루 실패 | 희생 번트 | 희생 플라이 | 볼 넷 | 고의 사구 | 死 구 | 삼 진 | 병 살 타 | 타 율 | 출 루 율 | 장 타 율 | O P S |
| -------- | -------- | ----- | ----- | ----- | ----- | ----- | ------- | ------- | ----- | ----- | ----- | ----- | --------- | --------- | ----------- | ----- | --------- | ----- | ----- | -------- | ----- | -------- | -------- | ----- |
| 2008년   | 세이부   | 130   | 521   | 471   | 59    | 110   | 19      | 0       | 27    | 210   | 87    | 0     | 0         | 0         | 7           | 30    | 0         | 13    | 139   | 11       | .234  | .294     | .446     | .740  |
| 2009년   | 한신     | 82    | 295   | 285   | 29    | 83    | 14      | 0       | 16    | 145   | 49    | 0     | 1         | 0         | 2           | 8     | 0         | 0     | 66    | 13       | .291  | .308     | .509     | .817  |
| 2010년   | 한신     | 143   | 601   | 564   | 82    | 167   | 15      | 0       | 47    | 323   | 117   | 1     | 0         | 0         | 6           | 25    | 0         | 6     | 153   | 14       | .296  | .329     | .573     | .902  |
| 2011년   | 한신     | 120   | 456   | 422   | 33    | 119   | 21      | 0       | 16    | 188   | 69    | 0     | 1         | 0         | 6           | 21    | 0         | 7     | 71    | 15       | .282  | .322     | .445     | .767  |
| 2012년   | 한신     | 98    | 295   | 275   | 21    | 64    | 11      | 0       | 12    | 111   | 43    | 0     | 0         | 0         | 0           | 18    | 0         | 2     | 72    | 16       | .233  | .285     | .404     | .689  |
| 2013년   | 롯데     | 62    | 201   | 185   | 20    | 49    | 6       | 0       | 11    | 88    | 33    | 0     | 0         | 0         | 4           | 10    | 1         | 2     | 45    | 6        | .265  | .303     | .476     | .785  |
| NPB：6년 | NPB：6년 | 635   | 2369  | 2202  | 244   | 592   | 86      | 0       | 129   | 1065  | 398   | 1     | 2         | 0         | 25          | 112   | 4         | 30    | 546   | 75       | .269  | .310     | .484     | .797  |

- 2012년 기준, 굵은 글씨는 시즌 최고 성적.